# Sergio Lavanchy
Sergio Lavanchy Merino (Concepción, 20 de abril de 1943) es un ingeniero y académico chileno, y exrector de la Universidad de Concepción.

## Biografía

### Nacimiento y estudios
Nació en Concepción el 20 de abril de 1943, hijo de Cornelio Eduardo Lavanchy Contreras y Elvia Luisa Merino Fuentes. Cursó la educación básica y secundaria en el Colegio Salesiano de Concepción y el Liceo Coeducacional de Coronel (actual Liceo de Coronel «Antonio Salamanca Morales»), respectivamente.
En 1967, terminó sus estudios de Ingeniería Civil Mecánica en la Universidad Técnica del Estado, en Santiago. Entre 1970 y 1972 realizó estudios de posgrado en la Universidad de Toronto, Canadá, donde obtuvo el grado académico de Magíster en Ciencias Aplicadas (Master of Applied Science, M.A.Sc.) con especialización en Mecánica de sólidos, Elasticidad, Plasticidad y Procesos de manufactura.

### Carrera académica
En 1967 se incorporó a la sede penquista de la Universidad Técnica del Estado, para modernizar y coordinar la enseñanza de la Física.
Entre 1972 y 1977, ejerció como jefe del Laboratorio de Resistencia de Materiales y del Área de Mecánica de Sólidos, ambos pertenecientes a la Facultad de Ingeniería de la Universidad de Concepción.
En 1973 ingresó al Departamento de Ingeniería Mecánica de la misma casa de estudios, y dictó docencia de pregrado y posgrado en diversas asignaturas, para luego dirigir el Departamento por nueve años, entre 1984 y 1993. Este último año fue elegido decano de la Facultad de Ingeniería, cargo que llevó hasta 1998.
Ese año fue elegido rector de la Universidad de Concepción para el período 1998-2002, precedido por el ex-senador Augusto Parra Muñoz, siendo reelecto en cuatro períodos más: 2002-2006, 2006-2010, 2010-2014 y 2014-2018, extendiendo su gestión a la cabeza de la institución por 20 años.
También ha participado activamente en organizaciones educacionales a nivel regional y nacional. Entre 1995 y 1996 presidió el Consejo Nacional de Decanos de Facultades de Ingeniería, mientras que entre 1996 y 1998 hizo lo propio en el Consejo Regional del Colegio de Ingenieros. Además, fue vicepresidente ejecutivo del Consejo de Rectores de las Universidades Chilenas entre el 2000 y 2004, e integró el 2006 el Consejo Asesor Presidencial de la Educación, constituido por la Presidenta Michelle Bachelet para el estudio de reformas a la educación en Chile, tras las movilizaciones y paros estudiantiles de ese año.
En marzo de 2015, asumió la presidencia de la Red de Universidades Públicas no Estatales G9.
Desde sus inicios en la labor académica, ha colaborado en cerca de 30 memorias de título y ha publicado, en colaboración con otros académicos, varios trabajos en revistas y congresos de su especialidad.